# B4-4 (álbum)
b4-4 es el álbum debut del grupo canadiense b4-4. Consta de doce canciones, en su mayoría baladas pop (como "Everyday" o "Endlessly"), así como otras con ritmos más movidos y característicos del teen pop ("Go Go", "Get Down"). El grupo también realizó una versión de "You've Got A Friend", el tema de Carole King que popularizara James Taylor en 1971.
El disco fue lanzado originalmente en 2000 por Sony Music de Canadá y posteriormente relanzado en 2004.

## Curiosidades
Por las referencias que se encuentran en su letra, la canción "Get Down" ha sido señalada como una oda al sexo oral, la cual sugeriría que su práctica debería ser mutua.

## Lista de canciones
| Nº  | Título                               | Autor(es)                                                                 |      |
| --- | ------------------------------------ | ------------------------------------------------------------------------- | ---- |
| 1.  | «Really Gotta Want It»               | David C. Martin, David Pickell                                            | 4:25 |
| 2.  | «Ball & Chain»                       | David C. Martin, Greg Guidry                                              | 4:01 |
| 3.  | «That's How I Know»                  | Jamie Houston, James Dean Hicks                                           | 3:34 |
| 4.  | «Go Go»                              | Jason Levine, James McCollum, Ryan Kowarsky, Dan Kowarsky, Ohad Einbinder | 3:13 |
| 5.  | «Everyday»                           | Jason Levine, James McCollum                                              | 4:06 |
| 6.  | «Smile»                              | David C. Martin, Johnny Douglas                                           | 3:48 |
| 7.  | «Get Down»                           | Jason Levine, James McCollum                                              | 3:45 |
| 8.  | «Don't Let The Sun Catch You Cryin'» | Les Chadwick, Leo MacGuire, Fred Marsden, Gerry Marsden                   | 3:56 |
| 9.  | «How Did We End Up Here?»            | Stephan Moccio, Robbie Nevil                                              | 4:26 |
| 10. | «You've Got A Friend»                | Carole King                                                               | 4:09 |
| 11. | «Savin' For A Rainy Day»             | Stephan Moccio, Robbie Nevil                                              | 4:44 |
| 12. | «Endlessly»                          | Jason Levine, James McCollum                                              | 3:42 |